# Liste der Baudenkmäler in Tegernheim

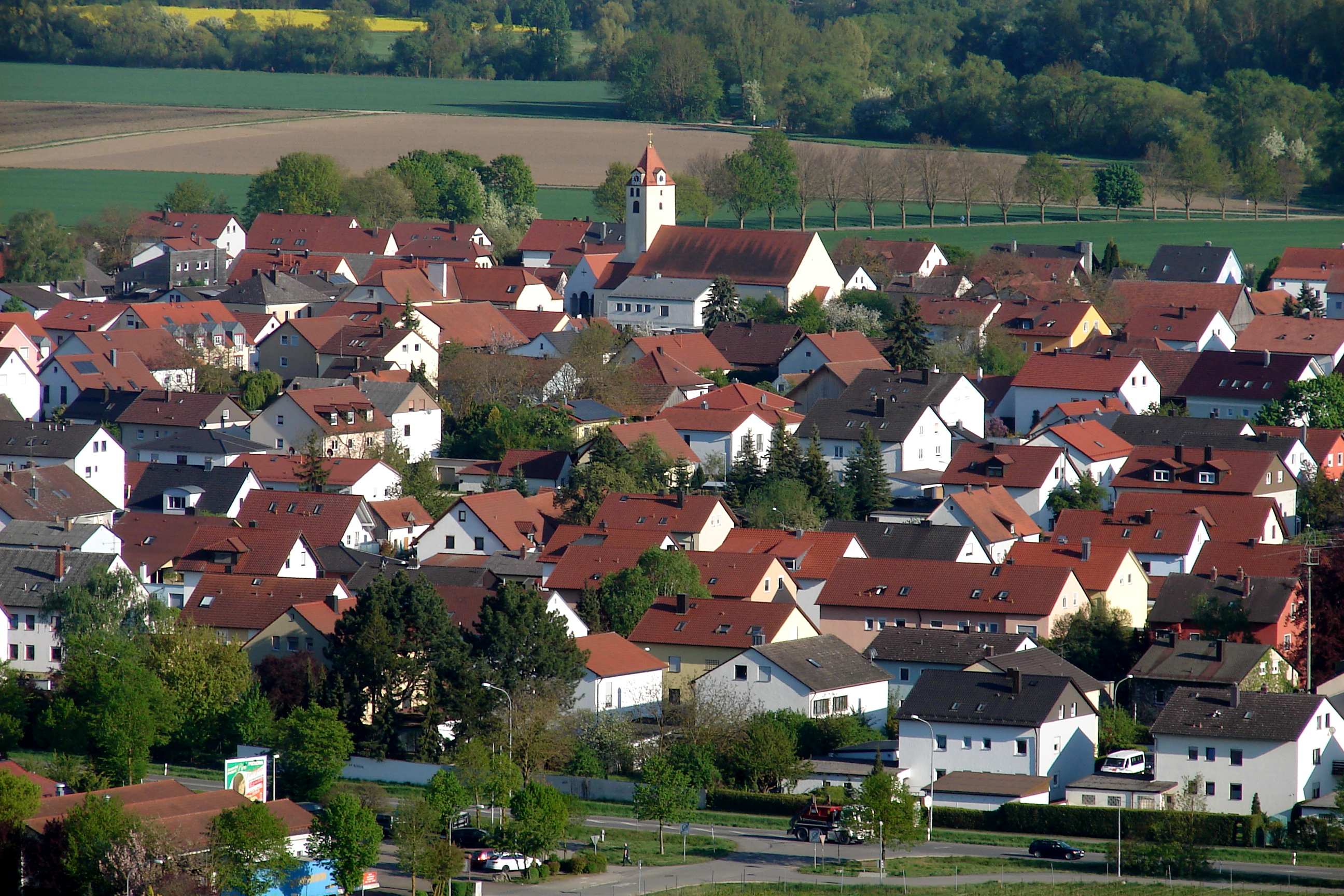
Blick auf Tegernheim

Auf dieser Seite sind die Baudenkmäler in der Oberpfälzer Gemeinde Tegernheim zusammengestellt. Diese Tabelle ist eine Teilliste der Liste der Baudenkmäler in Bayern. Grundlage ist die Bayerische Denkmalliste, die auf Basis des Bayerischen Denkmalschutzgesetzes vom 1. Oktober 1973 erstmals erstellt wurde und seither durch das Bayerische Landesamt für Denkmalpflege geführt wird. Die folgenden Angaben ersetzen nicht die rechtsverbindliche Auskunft der Denkmalschutzbehörde.

## Baudenkmäler
| Lage                          | Objekt                                     | Beschreibung | Akten-Nr.    | Bild           |
| ----------------------------- | ------------------------------------------ | --- | ------------ | -------------- |
| Kirchstraße 11 (Standort)     | Kreuzstein mit Kruzifixus                  | im Dreinageltypus, Kalkstein, um 1400 | D-3-75-204-2 | BW             |
| Kirchstraße 18 (Standort)     | Drei Inschriftsteine                       | am neuen Pfarrhaus; jüdischer Grabstein für Rabbi Meschullam, frühgotisch, 1252, 1519 vom Regensburger Judenfriedhof verschleppt; Inschrift für Sebald Weisenberger, bezeichnet 1535; Bauinschrift, bezeichnet 1892 | D-3-75-204-3 | BW             |
| Kirchstraße 25, 27 (Standort) | Katholische Pfarrkirche Maria Verkündigung | Chorturmkirche, im Kern romanisch, Chor 12. Jahrhundert, Turm 13. Jahrhundert, Langhauserweiterung 1. Hälfte 14. Jahrhundert, 1739 und 1953; mit Ausstattung; Friedhofsmauer an der Ostseite, 17./18. Jahrhundert   | D-3-75-204-4 | weitere Bilder |